# Stanisław Złotnicki
Stanisław Złotnicki herbu Nowina (zm. w 1635 roku) – sędzia ziemski sanocki w latach 1624–1629, pisarz ziemski sanocki w latach 1612–1624.
Poseł na sejm nadzwyczajny 1613 roku z województwa ruskiego. Był marszałkiem deputackiego sejmiku generalnego województwa ruskiego w 1629 roku.